# Berndroth
Berndroth là một xã thuộc bang huyện Rhein-Lahn, trong bang Rheinland-Pfalz, phía tây nước Đức. Xã này có diện tích 6,22 km², dân số thời điểm ngày 31 tháng 12 năm 2006 là 434 người.